# Bão Goni (2020)

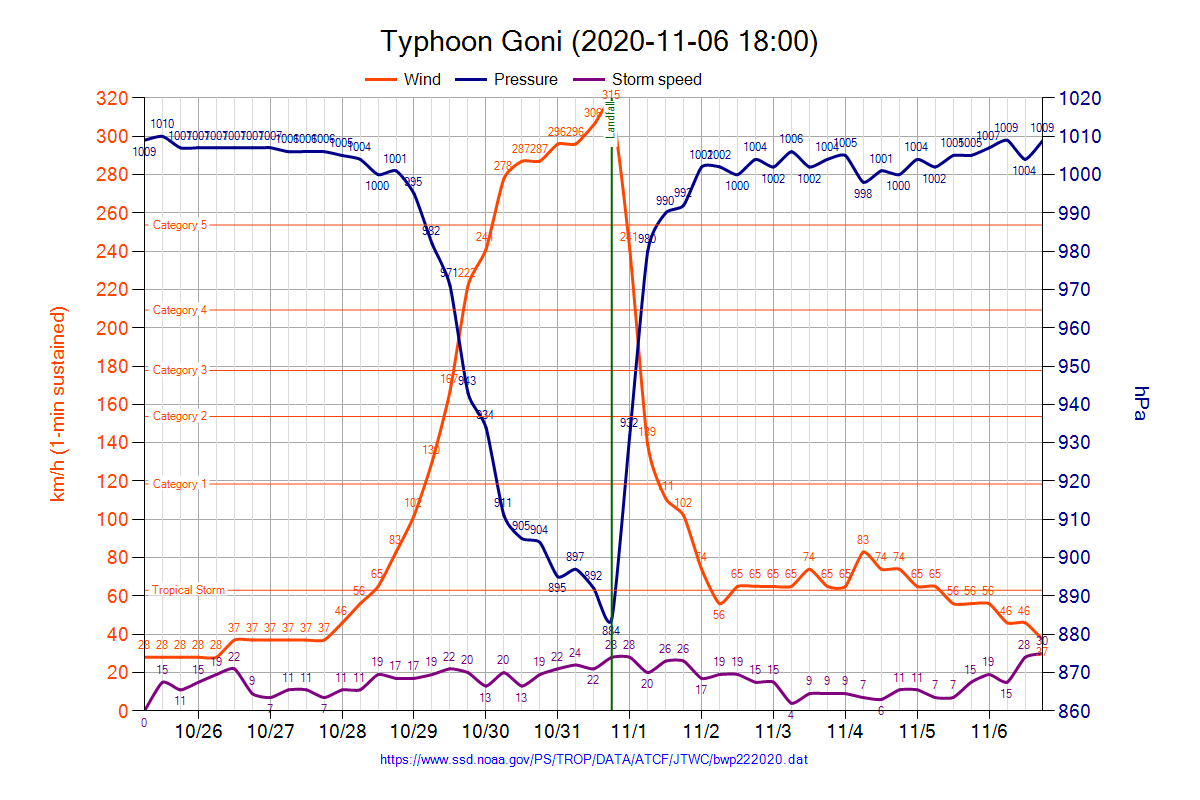

Bão Goni, biết đến ở Philippines với tên gọi Bão Rolly, hay bão số 10 năm 2020 ở Việt Nam, là cơn bão thứ 19 được đặt tên, cơn bão cuồng phong thứ 9 và siêu bão thứ hai của mùa bão Tây Bắc Thái Bình Dương 2020, Goni bắt nguồn từ một áp thấp nhiệt đới ở phía tây nam đảo Guam vào ngày 26 tháng 10. Sau đó áp thấp mạnh lên thành Bão nhiệt đới Goni vào ngày 27 tháng 10. Goni tăng cấp rất nhanh trên khu vực Biển Philippines, trở thành siêu bão cấp 5. Goni tiếp tục giữ cường độ cấp 5 trong hơn một ngày, trước khi đổ bộ vào đảo Catanduanes với sức gió duy trì trong 1 phút đạt 315 km/h (195 mph) và áp suất tâm tối thiểu ở mức 905 hPa (mbar; 26.72 inHg). Đây là xoáy thuận nhiệt đới mạnh nhất được quan sát trên toàn thế giới của năm 2020 và là một trong những xoáy thuận nhiệt đới mạnh nhất từng được ghi nhận.
Cơn bão đã gây ra lũ quét nghiêm trọng tại Legazpi, đồng thời kích hoạt các hiện tượng lahar tại ngọn núi lửa Mayon. Điện đã bị mất trên diện rộng, nhiều đường dây truyền tải điện đã bị hư hại tại Vùng Bicol. Tại đây, hơn 390.000 người phải rời nhà cửa, 30 người chết và 3 người còn mất tích. Một vấn đề nữa đó là tình hình đại dịch COVID-19 tại các khu sơ tán đang trở nên đáng lo ngại. Tổng cộng cơn bão đã ảnh hưởng 30 triệu người trên đường đi của mình.

## Lịch sử khí tượng
Sau khi bão Molave tàn phá Philippines, Cục Khí tượng Nhật Bản (JMA) đã phát đi thông báo về sự hình thành của một vùng áp thấp nhiệt đới mới ở phía tây quần đảo Mariana, trên vùng biển Thái Bình Dương vào ngày 27 tháng 10. Vì gần khu vực chịu trách nhiệm về khí tượng của Philippines, cùng với tuyến đường được dự báo là về phía Tây, Cục quản lý Thiên văn, Địa vật lý và Khí quyển Philippines (PAGASA) cũng bắt đầu đưa ra các lời khuyên về xoáy thuận nhiệt đới mới hình thành. Đến ngày hôm sau, Trung tâm Cảnh báo Bão Liên hợp (JTWC) cũng theo dõi và nâng cấp xoáy thuận này thành áp thấp nhiệt đới. Cơn bão có dòng ngoại lưu và hướng đi tốt khi nó tiến gần đến khu vực quản lý của Philippines.

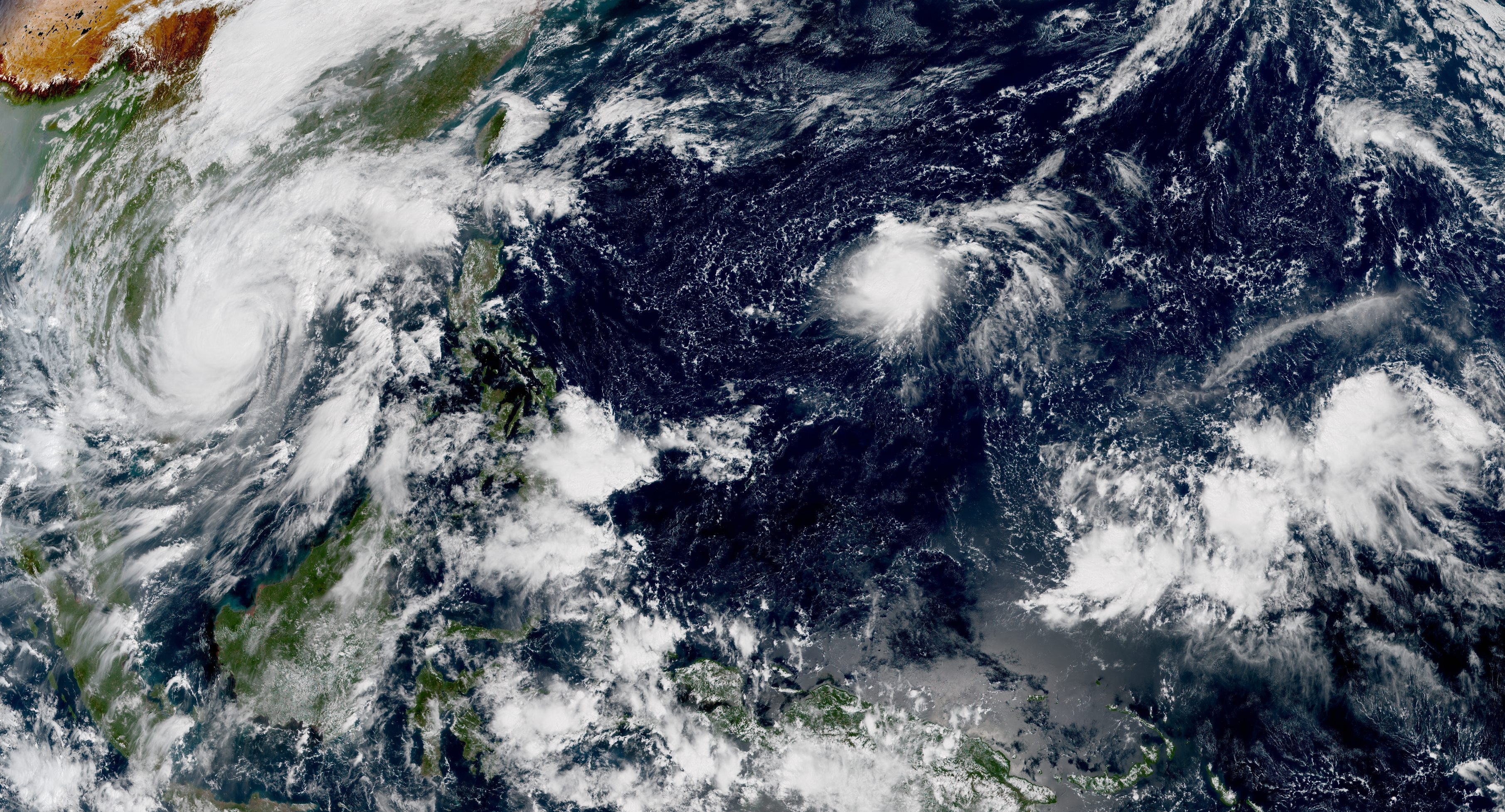
Từ trái sang phải; Bão Molave, Bão nhiệt đới Goni và tiền thân của Bão nhiệt đới Atsani (ở dưới cùng bên phải) vào ngày 28 tháng 10 năm 2020.

Khi vùng áp thấp tiếp tục di chuyển về phía tây nhờ các điều kiện thuận lợi ở vùng biển Thái Bình Dương, JMA và JTWC đã nâng cấp độ của hình thái này thành một cơn bão nhiệt đới, trong khi JMA đặt tên cho nó là Goni cho cơn bão mạnh hơn. Vài giờ sau, PAGASA chính thức nâng cấp độ của Goni thành bão nhiệt đới mạnh. Do vùng nước ấm xung quanh cơn bão, nó có dịp để tăng cường độ, trở thành bão cuồng phong. Đến 9 giờ 30 phút sáng ngày 29 tháng 10 (giờ UTC), Goni đi vào khu vực quản lý của Philippines và được PAGASA đặt tên là Rolly. Đến 18:00 giờ (UTC) cùng ngày, Goni đạt cường độ tương đương bão cấp 4, với sức gió duy trì trong 1 phút là 120 hải lý trên giờ (220 km/h; 140 mph), và sau đó trở thành cơn bão mạnh cấp 5 đầu tiên của mùa bão chỉ vài giờ sau. JTWC xác định Goni là siêu bão vào lúc 09:00 UTC ngày 30 tháng 10, biến nó trở thành siêu bão thứ hai của mùa bão. Sau khi trải qua một chu kỳ thay thế mắt bão ngắn ngủi vào ngày 31 tháng 10, một chu kỳ điển hình của một cơn bão có cường độ như vậy, nó đã tiếp tục mạnh lên, với JTWC, JMA và Chi nhánh phân tích vệ tinh đều đánh giá thông số kỹ thuật Dvorak là số-T 8,0, cao nhất trong thang điểm. Trên cơ sở này, JTWC ước tính sức gió duy trì trong 1 phút là 315 km/h (195 dặm / giờ), tương đương với bão Haiyan của năm 2013 và bão Meranti của năm 2016 với ước tính đáng tin cậy cao nhất ở Đông bán cầu. Trong khi đó, JMA ước tính áp suất khí quyển trung tâm là 905 hPa (mbar; 26,72 inHg) cho cơn bão trong khi đó JTWC ước tính áp suất là 884 hPa (mbar: 26,1 inHg).
Vào lúc 20:50 UTC ngày 31 tháng 10, Goni đổ bộ lên khu vực đất liền Bato, Catanduanes, Philippines với cường độ cao nhất, cấp 5 siêu bão. Tính theo sức gió duy trì trong 1 phút, đây là xoáy thuận nhiệt đới mạnh nhất khi đổ bộ đất liền trên toàn thế giới với vận tốc gió 315 km/h. Goni còn tiếp tục đổ bộ vào Tiwi, Albay lúc 23:20 UTC và San Narciso, Quezon lúc 04:00 UTC ngày 1 tháng 11. Goni sau đó tiếp tục đổ bộ đất liền Philippines lần thứ tư tại Lobo, Batangas lúc 09:30 UTC. Do tương tác với đất liền, cộng thêm gió đứt được tăng cường, Goni nhanh chóng yếu đi thành bão nhiệt đới khi đi vào Biển Tây Philippines. Trước khi ra khỏi vùng giám sát bão của Philippines, Goni mạnh lên đôi chút nhưng không thể phát triển thêm do điều kiện không thuận lợi. Sau đó hệ thống yếu thành áp thấp nhiệt trước khi mạnh lại thành, bão sau đó di chuyển chậm lại tan trên ven bờ biển Việt Nam tàn dư của nó tiếp tục đi về phía tây trước khi tan hoàn toàn.

## Công tác ứng phó

### Phillipines
Hội đồng Xử lý và Giảm thiểu Rủi ro Thiên Tai (RDRRMC) vùng Bicol đã ban hành lệnh cấm tàu thuyền hoạt động từ ngày 29 tháng 10. Cảnh sát biển Philippines ngừng cấp phép đi lại với các tàu vận tải tại Đảo Polillo. Vào ngày 30 tháng 10, lúc 8:00 PHT (0:00 UTC), nhà chức trách tỉnh Quezon đặt mức cảnh báo trong khu vực lên mức báo động đỏ, yêu cầu các đội vận hành, giám sát túc trực mọi lúc, sẵn sàng ứng phó khi bão đổ bộ. Cùng thời điểm đó, tỉnh Camarines Norte bắt đầu sơ tán 35.000 gia đình, khoảng 159.000 người khỏi các khu vực có rủi ro cao, bao gồm các ngôi làng ven biển tại thủ phủ Daet. Cùng ngày, NDRRMC nâng mức báo động đỏ trên toàn quốc để chuẩn bị cho bão.
Viện Nghiên cứu Y học Nhiệt đới, một trong những phòng xét nghiệm COVID-19 lớn nhất cả nước, thông báo tạm ngừng hoạt động vào ngày 1 và 2 tháng 11 để giảm thiệt hại tới cơ sở vật chất. Khi bão gần tiến vào lãnh thổ, Viện Núi lửa và Địa chấn Philippines đã đưa ra khuyến cáo về khả năng nhiễm lahar tại các sông và khu vực thoát nước gần Núi Pinatubo, Núi lửa Mayon, và Núi lửa Taal.
Sáng ngày 31 tháng 10, PAGASA nâng cảnh báo bão lên mức 3 cho toàn vùng Catanduanes, cùng với khu vực đông bắc của hai tỉnh Albay và Camarines Sur vài giờ sau. Chính quyền địa phương tại Camarines Sur bắt đầu công tác sơ tán cưỡng chế, dự kiến phải di dời được 20.000 hộ trước 12 giờ trưa. Tới thời điểm 12 giờ trưa, chính quyền Camarines Norte đã sơ tán 6.645 người từ 75 ngôi làng trong tổng số 159.000 người dự kiến. Số lương thực trị giá 8,3 triệu peso, cùng với 26,42 triệu peso các vật dụng thiết yếu và 3 triệu peso tại các quỹ chờ sẵn đã được  Bộ Phúc lợi và Phát triển Xã hội chuẩn bị tại Vùng Bicol cùng với các tổ chức hỗ trợ tại địa phương. Các khu sơ tán tại Aurora cũng đã được chuẩn bị, một số trường học được dùng làm nơi trú ẩn. Tại Vùng đô thị Manila, các thị trưởng đã bắt đầu công tác chuẩn bị riêng trước bão, như ngừng các công trường xây dựng và yêu cầu dỡ bỏ lều bạt và các kiến trúc ngoài trời khác. Văn phòng Xử lý và Giảm thiếu Rủi ro Thiên tai tại Manila đã chuẩn bị thuyền cứu hộ để đề phòng sử dụng cho công tác cứu hộ.
Tới buổi tối, PAGASA lần đầu tiên trong năm nâng cảnh báo bão lên mức 4 tại vùng Catanduanes, khu vực phía đông của Camarines Sur, và sau đó vài giờ là vùng phía bắc tỉnh Albay. Tới cuối ngày, gần 1 triệu người đã được đưa đi sơ tán: 749.000 người tại Albay và 200.000 người tại Camarines Sur. Cảng vụ Hàng không Quốc tế Manila thông báo Sân bay quốc tế Ninoy Aquino sẽ tạm thời đóng cửa trong 24 giờ, bắt đầu từ 10:00 ngày hôm sau. Nhiều cảng phải đóng cửa khiến 1.300 hành khánh bị kẹt tại Bicol và Đông Visayas. Tới sáng sớm ngày 1 tháng 11, PAGASA đã nâng cảnh báo lên mức 5 tại Catanduanes, Camarines Norte, và khu vực phía đông của Camarines Sur.

### Việt Nam
| Bão số       | Ảnh vệ tinh | Tên quốc tế                              | Khu vực đổ bộ                | Địa phương tâm bão đi qua  | Thời gian đổ bộ | Khu vực ảnh hưởng tại miền Trung       | Ghi chú                                                                |
| ------------ | ----------- | ---------------------------------------- | ---------------------------- | -------------------------- | --------------- | -------------------------------------- | ---------------------------------------------------------------------- |
| Vùng áp thấp |             | October 2020 Vietnam Tropical Depression | Phú Yên Khánh Hòa            | -                          | 07/10           | Trung Trung Bộ Nam Trung Bộ Tây Nguyên | Khởi đầu đợt mưa lũ                                                    |
| 6            |             | Linfa                                    | Quảng Nam Quảng Ngãi         | Quảng Ngãi                 | 11/10           | Toàn miền Trung Bắc Tây Nguyên         | Đợt lũ thứ nhất Tên bão bị đề nghị loại bỏ                             |
| 7            |             | Nangka                                   | Nam Định Ninh Bình Thanh Hóa | Ninh Bình                  | 14/10           | Bắc Trung Bộ Trung Trung Bộ            | Không trực tiếp đổ bộ Trung Bộ nhưng gián tiếp khởi đầu đợt lũ thứ hai |
| ATNĐ         |             | Ofel                                     | Đà Nẵng Quảng Nam            | Đà Nẵng                    | 16/10           | Bắc Trung Bộ Trung Trung Bộ            | Đợt lũ thứ hai                                                         |
| 8            |             | Saudel                                   | Hà Tĩnh Quảng Bình           | Yếu thành vùng thấp ven bờ | 26/10           | Bắc Trung Bộ                           | Tác động gián tiếp                                                     |
| 9            |             | Molave                                   | Quảng Nam Quảng Ngãi         | Quảng Ngãi                 | 28/10           | Toàn miền Trung Tây Nguyên             | Đợt lũ thứ ba Bão mạnh nhất biển Đông 2020                             |
| 10           |             | Goni                                     | Bình Định Phú Yên            | Yếu thành vùng thấp ven bờ | 06/11           | Trung Trung Bộ Nam Trung Bộ Tây Nguyên | Mở đầu đợt lũ thứ tư                                                   |
| 12           |             | Etau                                     | Phú Yên Khánh Hòa            | Khánh Hòa                  | 10/11           | Trung Trung Bộ Nam Trung Bộ Tây Nguyên | Đợt lũ thứ tư                                                          |
| 13           |             | Vamco                                    | Hà Tĩnh Quảng Bình           | Quảng Bình                 | 15/11           | Bắc Trung Bộ Trung Trung Bộ            | Đợt lũ thứ tư Bão mạnh nhất biển Đông 2020                             |

Chiều ngày 31 tháng 10, Ban chỉ đạo Trung ương về phòng chống thiên tai ra công điện khẩn đề nghị các tỉnh tiếp tục thực hiện công điện của Thủ tướng về các biện pháp ứng phó với bão. Sáng ngày 1 tháng 11, Ủy ban nhân dân tỉnh Quảng Ngãi phát đi công điện hỏa tốc số 05/CĐ-UBND, chỉ đạo các cơ quan, đơn vị, địa phương trên địa bàn tỉnh triển khai thực hiện ngay các công việc nhằm ứng phó với bão Goni, giao Bộ Chỉ huy Bộ đội Biên phòng tỉnh cùng các đơn vị liên quan cấm cửa tất cả các phương tiện ra khơi, bao gồm tuyến Sa Kỳ - Lý Sơn và ngược lại ngay khi vùng biển Quảng Ngãi có gió mạnh từ cấp 6 trở lên, đồng thời chỉ đạo các địa phương trong địa bàn tổ chức phương án ứng phó, di dân, hướng dẫn người dân thu hoạch mùa màng. Tại Bình Định, cơ quan chức nặng đã thực hiện biện pháp sơ tán 50.000 tàu cá đang hoạt động trong khu vực vào nơi tránh trú bão an toàn.

## Tác động

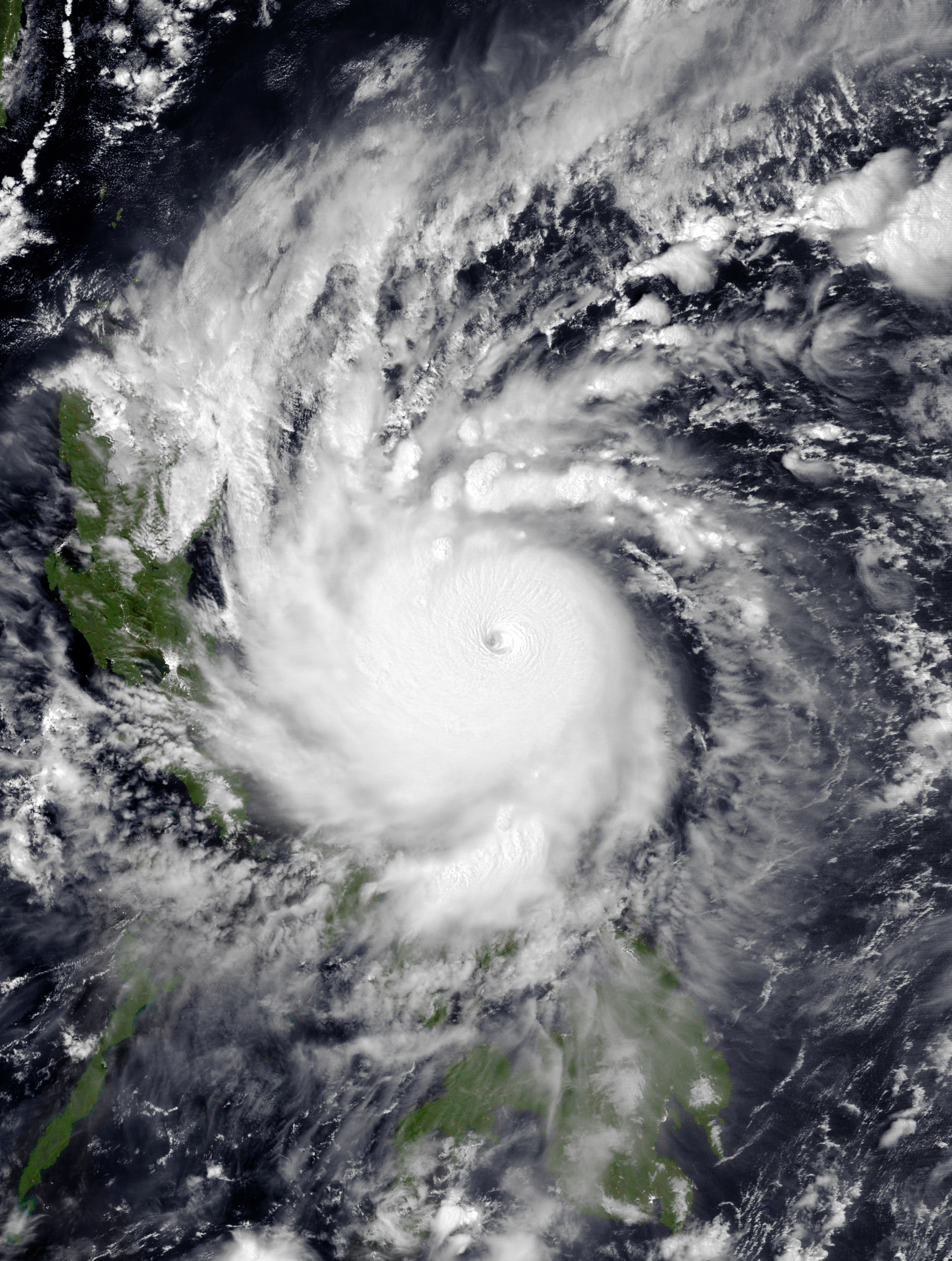
Siêu bão Goni trước khi đổ bộ vào Bato, Catanduanes

### Philippines
Vào hồi 20:50 UTC ngày 31 tháng 10 năm 2020 (4:50 giờ địa phương), Goni đổ bộ lên đảo Catanduanes với vùng mây giông dày đặc cùng sức gió mạnh khủng khiếp. Đến 8:00 sáng cùng ngày (0:00 UTC), toàn bộ vùng Bicol bị mất điện, 10 hợp tác xã tiêu dùng điện báo mất điện do trụ điện bị đổ, đường dây bị hư hỏng. Hai trung tâm sơ tán bị tốc mái do ảnh hưởng của sức gió. Tại Legazpi, lũ quét chôn vùi nhiều ngôi làng. Các con đường bị phá huỷ bởi núi đá lở từ núi và bùn chảy từ núi lửa Mayon. Cầu Basud, cây cầu kết nối quận đầu tiên và quận thứ hai của Albay cũng bị phá hủy do bùn chảy. Hãng hàng không dân dụng Philippines cho biết sân bay Naga bị tàn phá nghiêm trọng, trong khi sân bay Virac, sân bay duy nhất hoạt động tại Catanduanes thì mất liên lạc. Cuối ngày hôm đó, các quan chức tỉnh Cavite tuyên bố nơi này đang trong tình trạng thiên tai do ảnh hưởng của bão Goni.
Tại Albay, ít nhất mười người thiệt mạng do bão. Trong số này có một đứa trẻ 5 tuổi bị lũ cuốn trôi. Còn tại Catanduanes, ít nhất một người thiệt mạng, ba người được báo cáo là đã mất tích. 390.028 người phải bỏ nhà chạy trốn, và 1.103 hành khách vẫn bị mắc kẹt tại các cảng của vùng Bicol.

## Kỷ lục
JTWC ước tính sức gió duy trì trong 1 phút của Goni khi đổ bộ vào đất liền là 315 km/h (195 mph), cao nhất trong số các xoáy thuận nhiệt đới từng đổ bộ trên toàn thế giới, và ngang hàng với tốc độ gió đỉnh cao của Bão Haiyan và Bão Meranti, với độ ước tính đáng tin cậy cao nhất tại Đông Bán Cầu.

## Hình ảnh

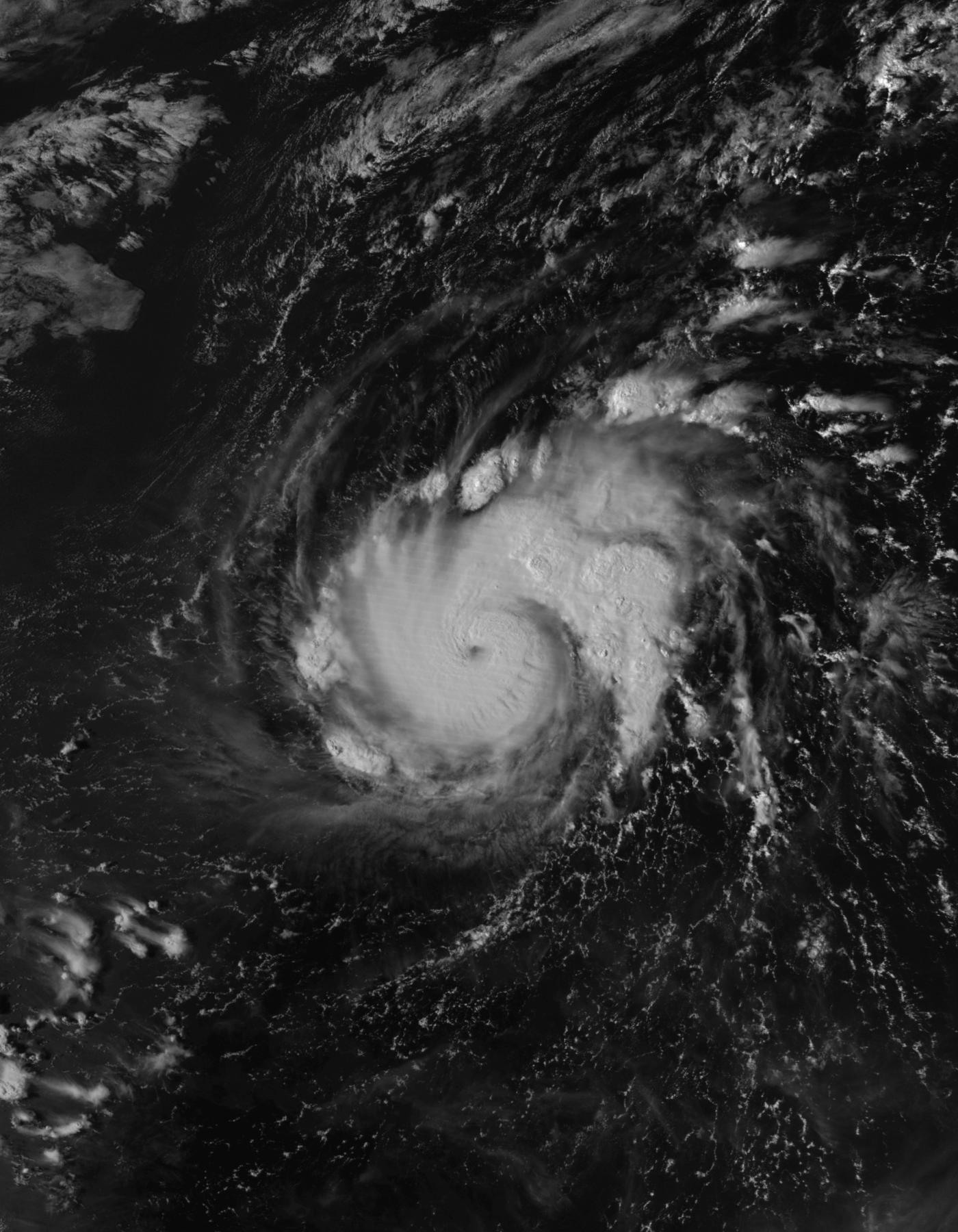
Ngày 29 tháng 10

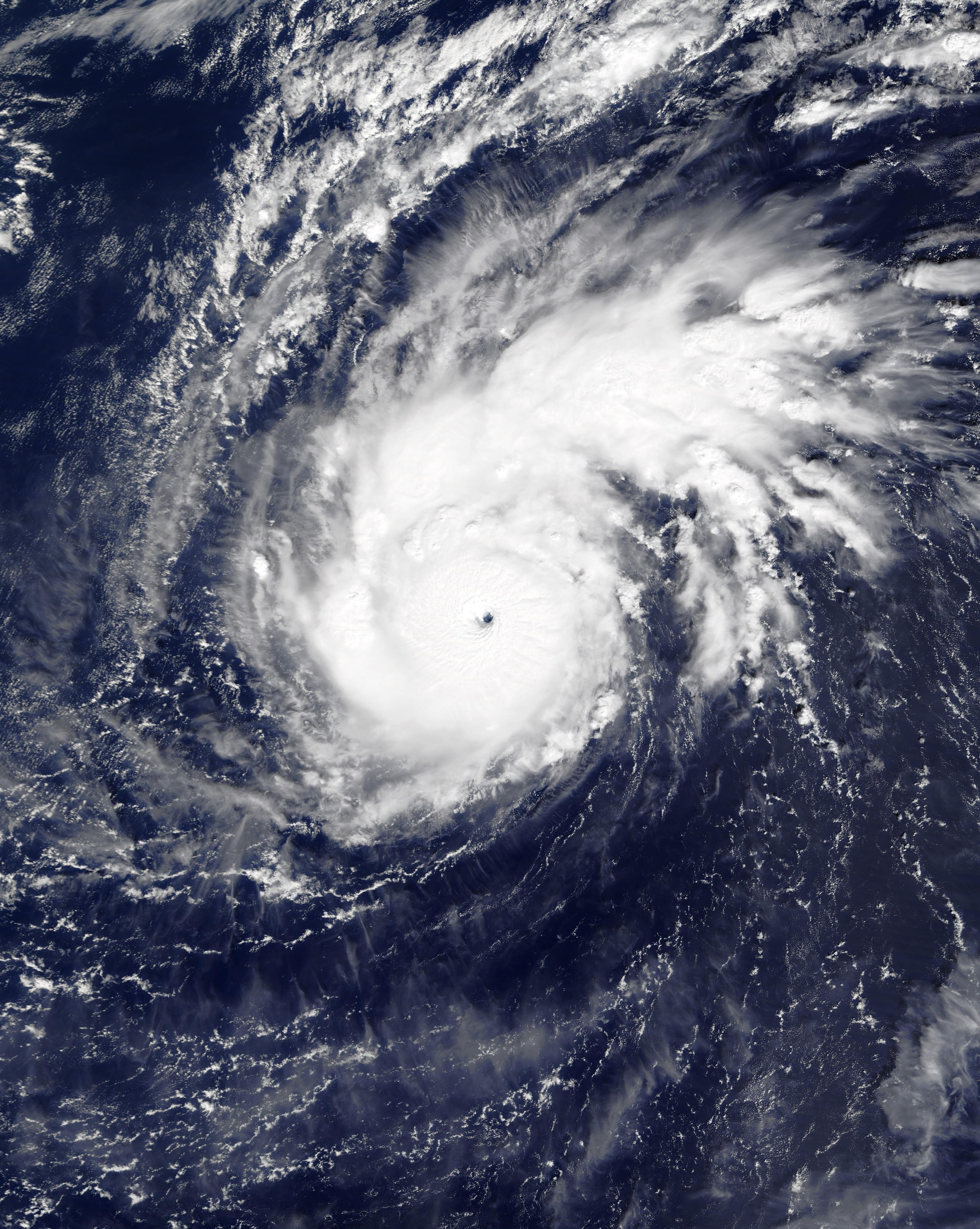
Ngày 30 tháng 10

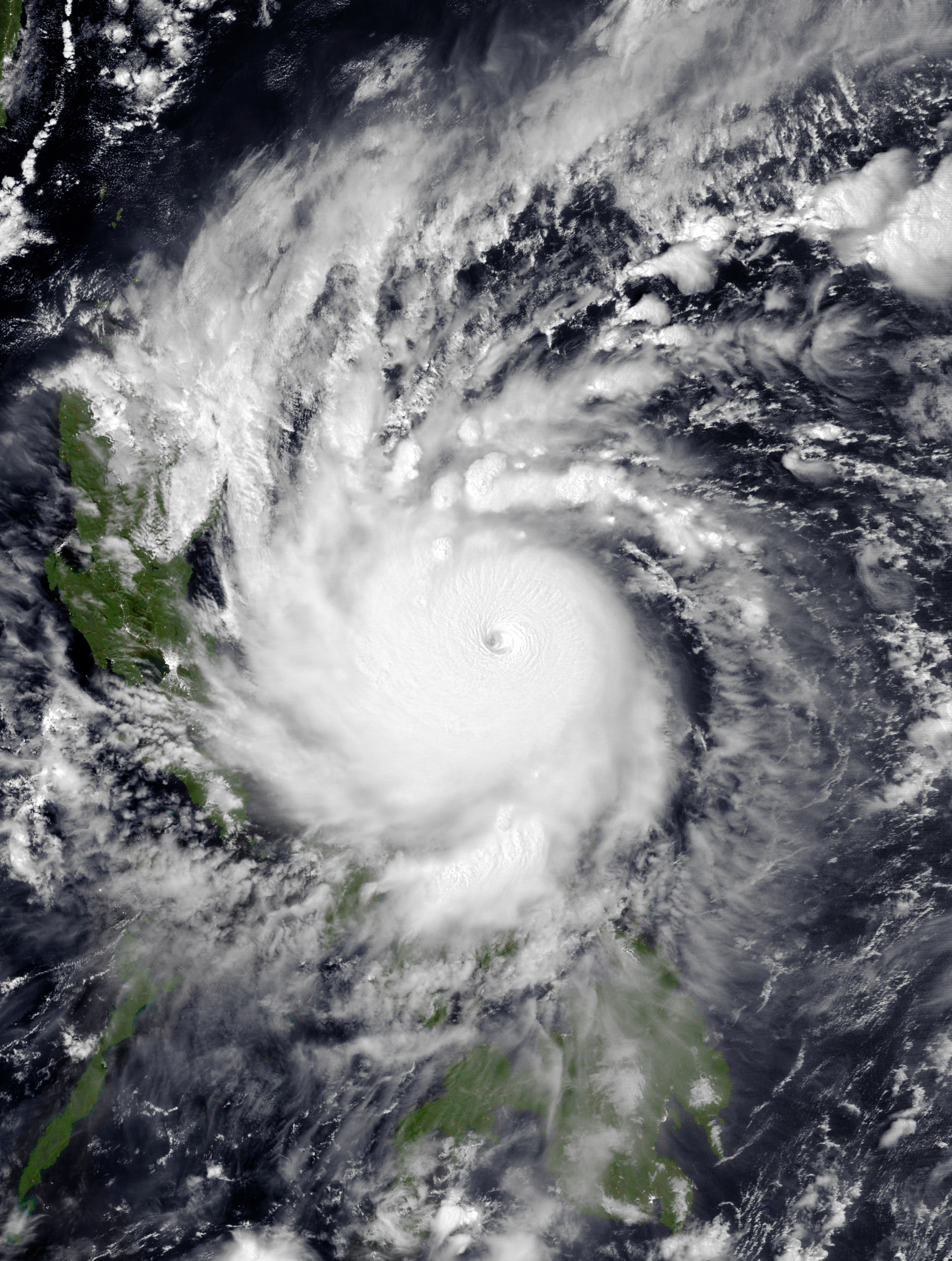
Ngày 31 tháng 10

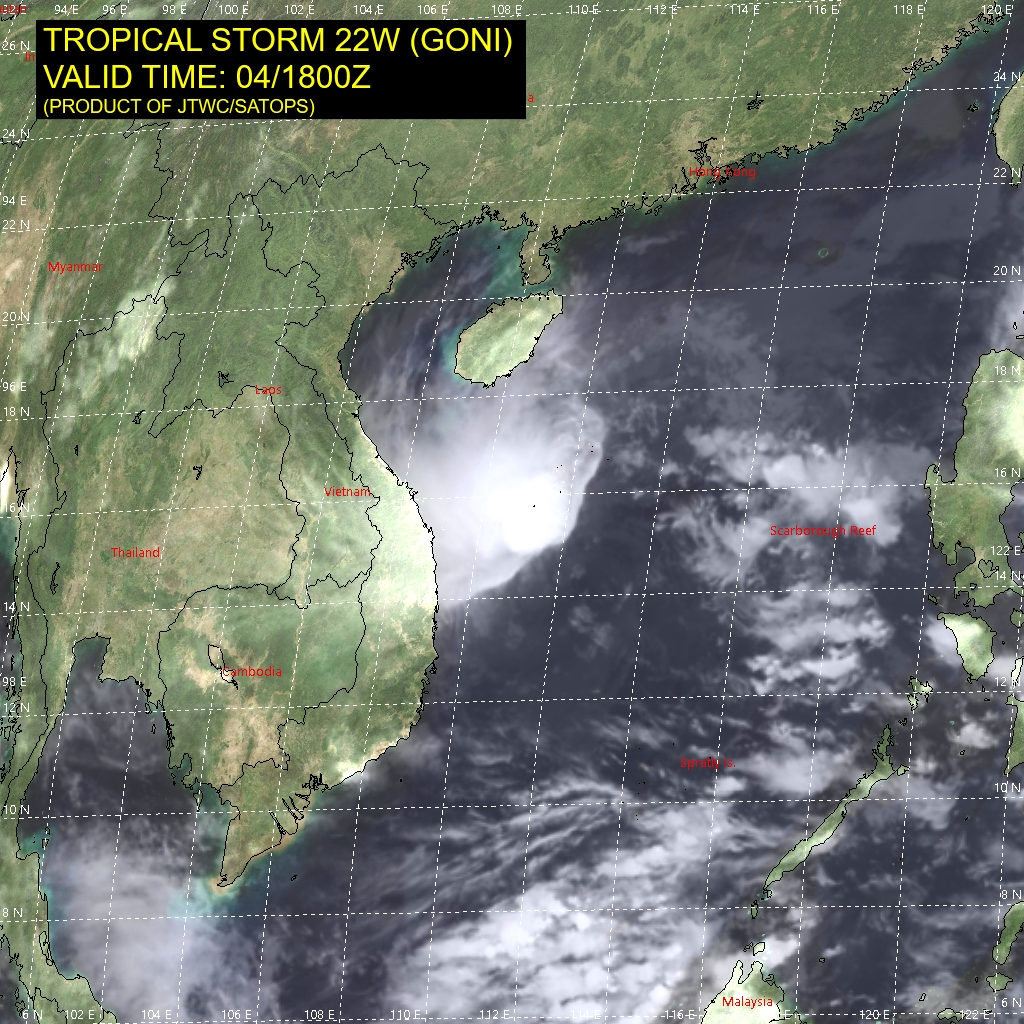
Ngày 4 tháng 11

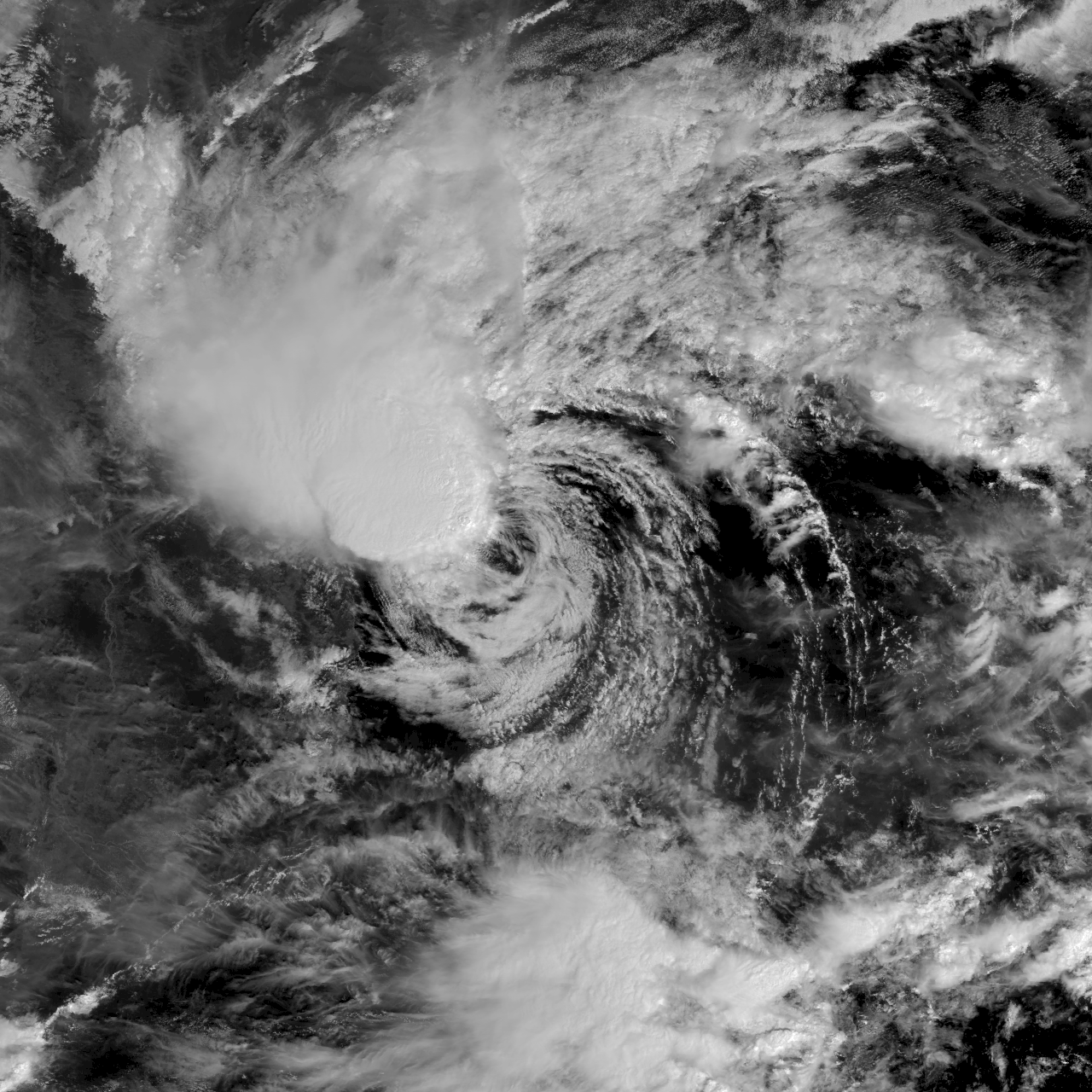
Ngày 5 tháng 11